# Jakob Dallevedove
Jakob Dallevedove (* 21. November 1987 in Trier) ist ein ehemaliger deutscher Fußballspieler.

## Karriere
Dallevedove begann seine Karriere beim SV Wiltingen und beim SV Konz, bevor er bis 2006 für die Jugendmannschaften von Eintracht Trier spielte. Von 2006 bis 2008 spielte er für die zweite Mannschaft des FC Schalke 04. Zur Saison 2008/09 wechselte er zum FC Ingolstadt 04, wo er einen Zweijahresvertrag unterschrieben hat. Am 12. September 2008 absolvierte er sein erstes Spiel in der 2. Fußball-Bundesliga, als er in der Partie gegen Alemannia Aachen eingewechselt wurde. Im Januar 2010 wechselte Dallevedove dann zum luxemburgischen Erstligisten CS Fola Esch, mit dem er zweimal den Meistertitel feiern konnte. Nach insgesamt neun Jahren im Verein wechselte er in der Winterpause der Saison 2018/19 zum Ligarivalen Victoria Rosport. Zwei Jahre später beendete der Mittelfeldspieler dort seine aktive Karriere.

## Erfolge
- Luxemburgischer Meister: 2013, 2015